# Goddert
Goddert – miejscowość i gmina w Niemczech, w kraju związkowym Nadrenia-Palatynat, w powiecie Westerwald, wchodzi w skład gminy związkowej Selters (Westerwald).
Po raz pierwszy wzmiankowana w XV wieku jako Godenrode lub Goderoth. Należała do grafów von Sayn a potem von Wied i księstwa Nassau.